# Claude Stassart-Springer
Claude Stassart-Springer, née à Auxerre en 1944, est une artiste peintre, sculpteur et éditeur.
Elle a comme fils aîné le journaliste, écrivain et cuisinier Gilles Stassart.

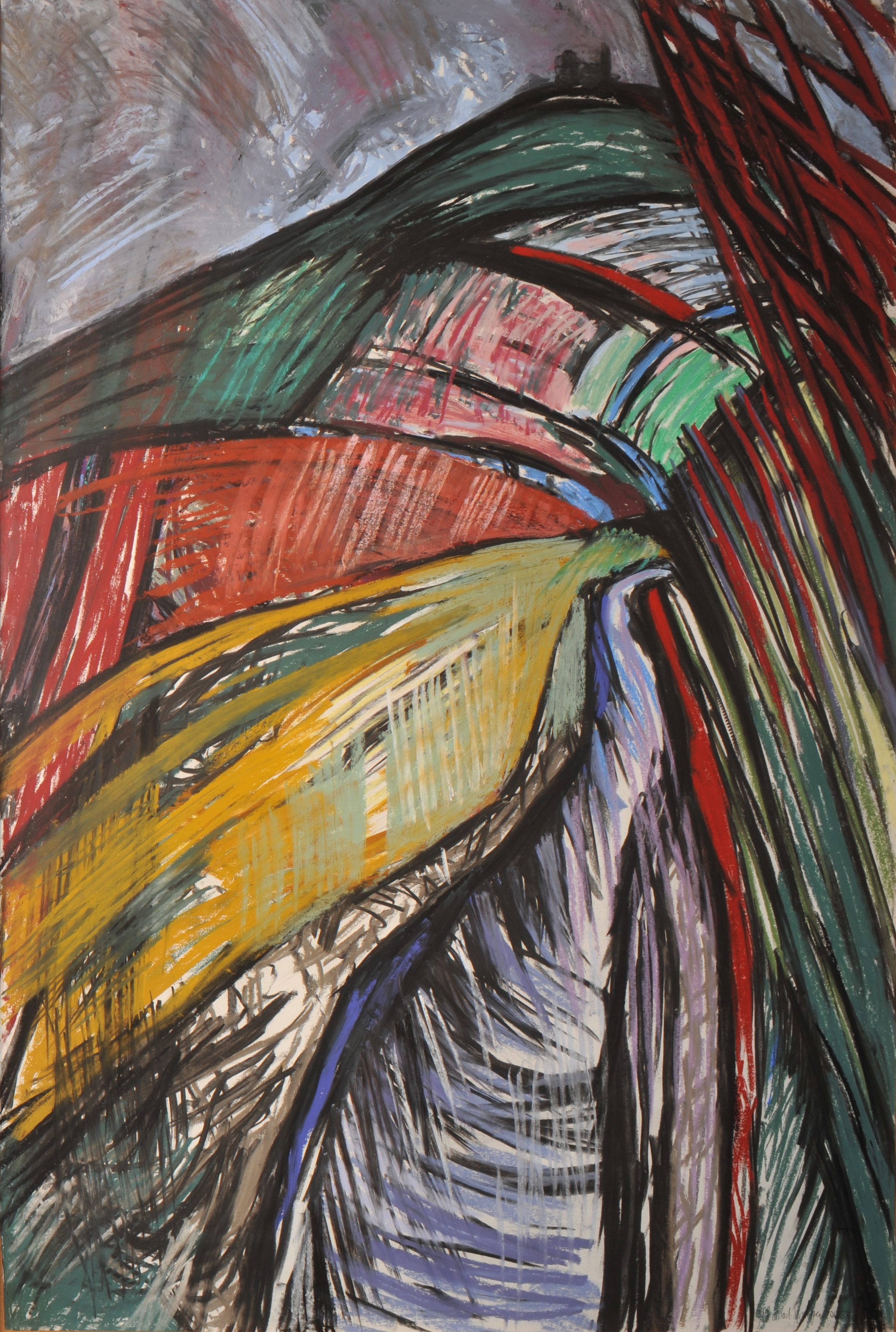
"Orage sur Vézelay", de Claude Stassart-Springer

## Biographie
Claude Stassart-Springer a étudié à l'École des Arts appliqués de Beaune, à l'École des Beaux-Arts de Dijon puis à l'École des Beaux-Arts de Paris. Elle se marie en 1966 et s'installe à Vézelay.
L'œuvre de Claude Stassart-Springer est majoritairement constituée de tableaux au pastel sec, mais aussi de sculptures en papier mâché sur armature en fil de fer . Son travail artistique illustre notamment une réflexion sur le corps et sur la mort . On trouve également de nombreux paysages traités de façon très personnelle, tant sur le plan du graphisme que dans le choix des couleurs .
Claude Stassart-Springer a notamment participé à la biennale des Jeunes en 1971, aux chemins de la création à Ancy-le-Franc, au salon Grands et Jeunes à Paris, au Féminine-Dialogue à l’Unesco . Elle a également exposé à l'étranger, comme au Venezuela en 2011 .
En 1994, Claude Stassart-Springer crée les Éditions de la Goulotte, spécialisées dans les livres d'artistes linogravés. Elle s’associe à Jean-Marie Queneau pour le choix des textes et les illustrations.
Claude Stassart-Springer a notamment illustré Les idées vivent du sang des hommes de Raymond Queneau, Bout du monde de François Augiéras, Un beau navire porte son nom de Robert Desnos et Par delà la colline ou l'instant, extrait du livre Le Coupable de Georges Bataille .
Claude Stassart-Springer et les Éditions de la Goulotte ont reçu le Trophée 2012 de France Graphique pour le livre Alphabet, inédit de Raymond Queneau illustré par Claude Stassart-Springer et publié par les Éditions de la Goulotte en partenariat avec les Éditions Findakly.